# Nina Astner
 (juillet 2025).
Si vous disposez d'ouvrages ou d'articles de référence ou si vous connaissez des sites web de qualité traitant du thème abordé ici, merci de compléter l'article en donnant les références utiles à sa vérifiabilité et en les liant à la section « Notes et références ».
Nina Astner, née le 24 juillet 2000, est une skieuse alpine autrichienne spécialisée dans les disciplines techniques du slalom et du slalom géant. Elle est membre du Ski Austria B-Kader depuis la saison 2023–2024 et a remporté plusieurs podiums en Coupe d’Europe, dont une victoire en géant à Zinal.

## Carrière
Nina Astner fait ses débuts internationaux le 26 novembre 2016 lors d’une course FIS junior à Pfelders, en Italie. Elle se distingue rapidement par sa régularité dans les disciplines techniques.
En 2019, elle participe à ses premières Championnats du monde juniors à Val di Fassa, où elle termine 14e du slalom géant. En 2020, elle améliore ce résultat à Narvik avec une 9e place en géant, mais la compétition est interrompue par la pandémie de COVID-19.
En mai 2020, elle subit une grave blessure au genou lors d’un entraînement à Sölden (rupture du ligament croisé antérieur, du ménisque interne et de la syndesmose), ce qui l’éloigne des pistes pendant toute la saison 2020–2021.

### Retour et percée en Coupe d’Europe
Lors de la saison 2021–2022, elle revient en forme et termine 4e du classement de slalom géant en Coupe d’Europe, manquant de peu un ticket fixe pour la Coupe du monde. Elle fait ses débuts en Coupe du monde le 21 décembre 2021 à Courchevel, sans se qualifier pour la seconde manche.
Le 7 janvier 2023, elle marque ses premiers points en Coupe du monde en terminant 26e du slalom géant de Kranjska Gora.
Le 6 décembre 2023, elle remporte sa première victoire en Coupe d’Europe lors du slalom géant de Zinal (Suisse), confirmant son statut de spécialiste du géant.

### Saison 2023–2024
Astner commence la saison avec un podium en slalom géant à Sestrières (troisième), suivi d’une deuxième place dans la même station. Elle mène brièvement le classement général de la Coupe d’Europe en géant, mais une luxation de l’épaule lors du Night Race de Flachau interrompt brutalement sa saison. Elle subit une opération après une seconde luxation et termine finalement cinquième du classement général de géant, manquant de peu un ticket fixe pour la Coupe du monde 2024–2025.

### Jeux mondiaux militaires d’hiver 2025
Le 28 mars 2025, elle participe aux Jeux mondiaux militaires d'hiver de 2025 à Engelberg (Suisse), où elle décroche la médaille d’argent en slalom géant féminin, derrière l’Italienne Sophie Mathiou.

## Palmarès

### Coupe du monde
- 1 résultat dans le top 30 :
  - 26e en slalom géant à Kranjska Gora (2023)

### Coupe d’Europe
- 4 podiums, dont 1 victoire :
  - 🥇 6 décembre 2023 – Zinal (Suisse), slalom géant
  - 🥈 Sestrières (2024), slalom géant
  - 🥉 Sestrières (2024), slalom géant
- 4e du classement de slalom géant en 2021–2022
- 5e du classement de slalom géant en 2023–2024

### Autres circuits
- 🥇 2 septembre 2023 – Coronet Peak (Nouvelle-Zélande), slalom – victoire en Australian New Zealand Cup
- 6 victoires en courses FIS

### Championnats du monde juniors
- 9e en slalom géant à Narvik (2020)
- 14e en slalom géant à Val di Fassa (2019)

### Jeux mondiaux militaires d’hiver
- 🥈 Médaille d’argent en slalom géant – Engelberg 2025[3]

## Style et équipement
Nina Astner est reconnue pour sa technique fluide et sa capacité à performer sur des tracés exigeants. Elle utilise des skis et chaussures de la marque Fischer.